# Zgrešeni primeri
Zgrešeni primeri je slovenska rock skupina, ki je nastala leta 2001. Leta 2007 je pri založbi Multi Records izdali svoj prvenec z naslovom M.E.M. Igrali so že ob skupinah, kot so Niet, Zablujena generacija, Zmelkoow in The Drinkers. Septembra 2010 je izšel njihov drugi album Razlike z istoimenskim singlom, leta 2015 pa še tretji album z naslovom Račun.

## Diskografija
PLOŠČKI
- M.E.M. (2007)
- Razlike (2010)
- Račun (2015)
- Dejansko (2024)

KOMPILACIJE
- Imamo dobro glasbo 2010 (Kaku si kej?)

SAMOSTOJNI SINGLI
- Načrt (marec 2018)
- Vse bi dal (Junij 2024)
- Še en dan (Oktober 2024)
- Tisti dan (April 2025)